# Charles Chalumeau
Charles Chalumeau (Genève, 23 maart 1823 - Plainpalais, 2 maart 1886) was een Zwitsers leraar en politicus uit het kanton Genève.

## Leven

### Leraar
Charles Chalumeau was een zoon van Jean Chalumeau en van Jeanne Louise Verrey. In 1866 trouwde hij met Adèle Françoise Sordet. In 1842 studeerde hij letteren in zijn thuisstad Genève. Nadien was hij actief als onderwijzer in Saksen (1842-1845), Sint-Petersburg (1845) en later in Genève. In 1861 en 1863 maakte hij reizen naar Rusland.
Vanaf 1865 was hij verbonden aan het goudsmidhuis Dolive.

### Politicus

#### Kantonnale politiek
Van 1874 tot 1886 was hij lid van de Grote Raad van Genève, waarvan hij vice-voorzitter was in 1874 en voorzitter in 1881. Van 1875 tot 1879 was hij als lid van de Staatsraad van Genève bevoegd voor het departement Financiën. Vervolgens was hij er van 1881 tot 1886 kanselier.

#### Federale politiek
Na de Zwitserse parlementsverkiezingen van 1875 zetelde hij van 6 december 1875 tot 1 december 1878 gedurende één legislatuur in de Nationale Raad. Chalumeau was een medestander van Antoine Carteret. Hij werkte actief mee aan de strijd die de radicalen voerden tegen kardinaal Gaspard Mermillod, tijdens de Kulturkampf.
- Base de données des élites suisses: 74972
- Gemeinsame Normdatei: 1052412823
- Historisch woordenboek van Zwitserland: 003856
- Zwitserse Bondsvergadering: 1770
- Virtual International Authority File: 309586378